# بدره
بدره، شهری در بخش مرکزی شهرستان بدره در استان ایلام ایران است. این شهر، مرکز شهرستان بدره است.
شهر بدره در فاصلهٔ ۸۵ کیلومتری از مرکز استان ایلام واقع شده است.

## جغرافیا
بدره در شرق استان ایلام در موقعیت جغرافیایی ۴۷ درجه طول شرقی و ۳۳ درجه عرض شمالی قرار گرفته است. بلندترین نقطهٔ این شهر در جنوب شهر و تپه‌ای به نام چکتایر است که در شمال ارتفاعات کبیرکوه قرار گرفته است.

## مردم

### زبان
مطابق وبسایت اطلس زبان‌های ایران، اغلب مردم شهر بدره به گویش کُردی بدره‌ای (بیری) صحبت میکنند که جزء گروه‌ کُردی‌ایلامی از زبان کُردی قرار میگیرد. همچنین اقلیتی از مردم شهر به گویش لری شمالی از زبان لری صحبت میکنند.
در دانشنامه جهان اسلام در ارتباط با شهر بدره استان ایلام آمده است: اهالی آن مسلمان و پیرو مذهب شیعه اثنی عشری هستند و گویش لری دارند. طایفه بدره‌ای در آن به سر می برند و خانوارهایی از کردها نیز بتدریج در آنجا ساکن شده اند.

## فرهنگ مردم
اهالی این منطقه آیین خاصی برای عروسی و عزا دارند. رسومی مانند دزورانی، درپردانه، پرسه، چمری، خون بس یا خون فصل و عیدمردگان از جمله این آیین‌ها است.
سرودن آوازهایی موسوم به هور و مور و مویه در منطقه بدره رایج است، آواز هور را در کوهستان و در زمان دلخوشی می‌خوانند و مور و مویه آوای غم‌انگیز است که در فراق عزیزان از دست رفته خوانده می‌شود.

### ره آورد
شیرینی‌هایی چون برساق و حلوا ارده یا حلوا شکری، خوراک‌های محلی مانند آش کشکینه، آش کنگر، آش کلونک، آش پرشکه، آبگوشت دوگوله دودار، خورشت قلیه ترش، سغدو، چزنک رغو، پرتله، روغن و لبنیات محلی و داروهای گیاهی کوهی از ره آوردهای این منطقه می‌باشند.

### جاذبه‌های تاریخی

#### تپه‌های لارت

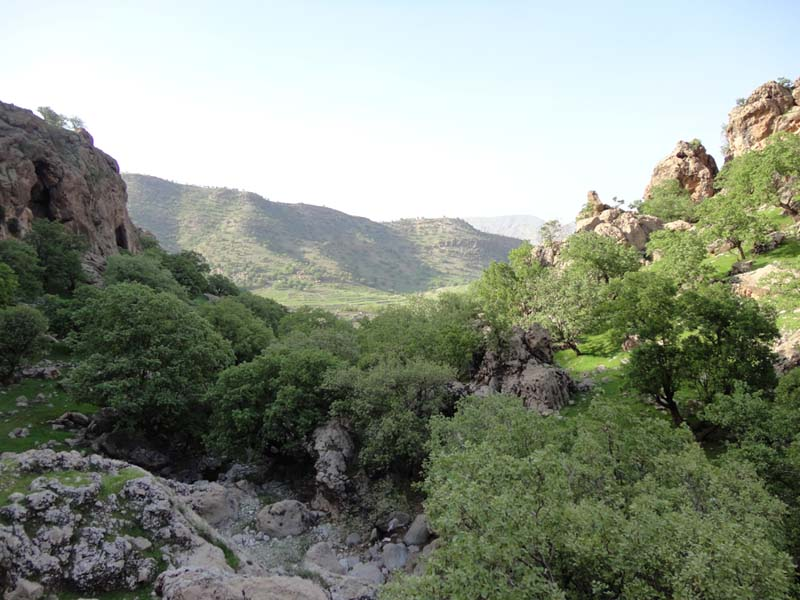
پشته لارت

تپه‌های لارت مربوط به دوره ساسانیان - دوران‌های تاریخی پس از اسلام است و در شهرستان بدره، بخش مرکزی شهرستان بدره، روستای آبهر پایین واقع شده و این اثر در تاریخ ۲۴ شهریور ۱۳۱۰ با شمارهٔ ثبت ۸ به‌عنوان یکی از آثار ملی ایران به ثبت رسیده است.

#### مجموعه آثار تنگه دربند
مجموعه آثار تنگه دربند مربوط به دوره ساسانیان - سده‌های اولیه دوران‌های تاریخی پس از اسلام است و در شهرستان بدره، بخش هندمینی، دهستان آبچشمه، ۳ کیلومتری تنگه دربند واقع شده و این اثر در تاریخ ۲۷ بهمن ۱۳۸۷ با شمارهٔ ثبت ۲۴۶۱۶ به‌عنوان یکی از آثار ملی ایران به ثبت رسیده است.

### جاذبه‌های طبیعی
از جمله مناطق دیدنی این شهر می‌توان به روستای کُلم، تنگه باستانی لارت، تنگه کافرین، تنگه رازیانه و آبشارهای دربند و رشته کوه کبیرکوه اشاره کرد که در فصل زمستان و تا اواخر بهار از برف پوشیده است.

## ورزش
بدره دارای اماکن ورزشی زیر است:
- باشگاه ورزشی شهید مرادحاصلی
- سالن ورزشی خلیج فارس
- سالن ورزشی اختصاصی کشتی
- سالن ورزشی اختصاصی بدنسازی
- استخر سرپوشیده زمزم

در این اماکن، ورزش‌هایی چون بدنسازی، تکواندو، رزمی، ژیمناستیک، فوتسال، کاراته، کشتی، والیبال، بسکتبال، دوومیدانی و شنا انجام می‌گیرد.